# Raimo Ilaskivi
Raimo Ilaskivi, född Hämäläinen 26 maj 1928 i Ruokolax, är en finländsk politiker (Samlingspartiet). Han var Helsingfors stadsdirektör mellan 1979 och 1991.

## Biografi
Ilaskivi, son till kontorschef Ragnar Alfred Ilaskivi och folkskollärare Elli Aleksandra Lahtinen, blev student 1947, politices kandidat och politices magister 1950, politices licentiat 1954 och politices doktor 1958. Han var chef för informationsavdelningen i Bankföreningen i Finland 1954–1960, var dess verkställande direktör 1961–1980, tillförordnad verkställande direktör för Industribanken i Finland 1956–1961, verkställande direktör från 1961 och dessutom chef för Finlands fondbörs från 1964. Han var statsministerns sekreterare 1958 och docent i nationalekonomi vid Helsingfors universitet från 1959. Han var riksdagsledamot 1962–1975 och efterträdde 1979 Teuvo Aura som Helsingfors stadsdirektör. Honorärtiteln överborgmästare fick han år 1980. Som stadsdirektör efterträddes han 1991 av partikamraten Kari Rahkamo.
Samlingspartiet nominerade Ilaskivi som partiets kandidat i presidentvalet i Finland 1994 där han kom på fjärde plats med drygt 15 procent av rösterna. Ilaskivi var sedan ledamot av Europaparlamentet 1996–1999.

## Utmärkelser
- Storkorset av Finlands Lejons orden[3]
- Kommendör med kraschan av Sankt Olavs orden[3]
- Gorkha Dakshina Bahu-orden[3]
- Storofficer av Jordanska stjärnans orden[3]
- Storriddare med stjärna av Isländska falkorden[3]
- Kommendör av 1. klass av Nordstjärneorden[3]
- Andra graden av Apostlalika storhertigen Vladimirs orden[4]
- Tjeckoslovakiens vänskapsorden[3]
- Sankt Savaorden[4]
- Storkorset av Konstantin den stores orden[4]
- Commander of the Order of Saint Lazarus of Jerusalem[4]
- Kommendör av nummer av Isabella den katolskas orden[3]
- Reservistförbundet – Reservunderofficers-förbundets förtjänstkors[3]
- Militärens förtjänstmedalj[3]
- Minnesmedalj för deltagande i 1941-1945 års krig[3]
- Kommendörstecknet av I klass av Finlands Vita Ros’ orden[3]
- Förbundsrepubliken Tysklands förtjänstorden - stora kommendörskorset med stjärna[3]
- Brandvärnets förtjänstkors[3]
- Försvarsgillenas förtjänstmedalj[3]
- Förtjänstmedaljen för befolkningsskyddsarbete av 1. klass[3]
- Finlands Reservofficersförbunds förtjänstmedalj i guld[3]
- Alexandrias Sankt Markus orden[4]

[Redigera Wikidata]